# Бурштейн, Луис
Луис Бурштейн (англ. Louis Burstein; 1878—1923) — американский продюсер русского происхождения.

## Биография
Родился в 1878 году в Российской империи.
В кинематографе начал свою деятельность в компании Wizard Film Company, затем вместе с Марком М. Динтенфассом выкупили студию Lubin Manufacturing Company, одну из первых кинокомпаний США, основанной Зигмундом Любиным в 1902 году. Новая компания, названная Vim Comedy Film Company, начала производство короткометражных фильмов-комедий с такими актёрами, как Оливер Харди и Билли Блетчер.
В конце 1918 года Бурштейн создал на собственные средства новую компанию — Burston Films Inc.
Погиб в результате несчастного случая (столкновение его автомобиля с поездом) в городе Помона 23 марта 1923 года. Похоронен на кладбище Home of Peace Memorial Park.